# Verigheta
Verigheta este un film românesc din 2015 regizat de Gabriel Achim. Rolurile principale au fost interpretate de actorii Gabriel Spahiu, Mihaela Sîrbu.

## Distribuție
Distribuția filmului este alcătuită din:
- Gabriel Spahiu — Soțul
- Mihaela Sîrbu — Soția